# Exodeconus miersii
Exodeconus miersii là loài thực vật có hoa trong họ Cà. Loài này được (Hook.f.) D'Arcy mô tả khoa học đầu tiên năm 1976.